# Leiden (Gestratz)
Leiden (westallgäuerisch: Loidə) ist ein Gemeindeteil der Gemeinde Gestratz im bayerisch-schwäbischen Landkreis Lindau (Bodensee).

## Geographie
Die Einöde liegt circa zwei Kilometer nordöstlich des Hauptorts Gestratz und zählt zur Region Westallgäu.

## Ortsname
Der Ortsname stammt vermutlich vom Personen(kurz)namen Leide und bedeutet Ansiedlung des Leide.

## Geschichte
Leiden wurde erstmals im Jahr 1343 mit Peter Cůnratz sun von Laiden urkundlich erwähnt. Der Ort gehörte einst dem Gericht Grünenbach in der Herrschaft Bregenz an.